# Edgar Cardenas
Edgar Cardenas (* 16. September 1974 in Mexiko-Stadt, Mexiko) ist ein ehemaliger mexikanischer Boxer im Strohgewicht. 

## Profikarriere
Im Jahre 1991 begann er seine Profikarriere. Am 31. Mai 2003 boxte er gegen Miguel Barrera um den Weltmeistertitel des Verbandes IBF und gewann durch K. o. Diesen Gürtel verlor er allerdings bereits in seiner ersten Titelverteidigung im Oktober desselben Jahres an Daniel Reyes.
Im Jahre 2004 beendete er seine Karriere.